# František Vaněk (kněz)
František Vaněk (23. srpna 1916, Praha – 20. září 1986, Praha) byl český římskokatolický kněz a od roku 1971 až do své smrti generální vikář pražské arcidiecéze.

## Život
Vystudoval arcibiskupské gymnázium v Praze a teologii v Římě, kde mezi jeho spolužáky patřil také Agostino Casaroli, pozdější kardinál státní sekretář papeže Jana Pavla II. Dne 21. prosince 1940 byl vysvěcen na kněze. V Římě získal též doktorát teologie a licenciát obojího práva. Od roku 1953 působil jako duchovní správce ve Všetatech, kam se za ním z jižních Čech přestěhovali i jeho rodiče a teta. Ve Všetatech také podporoval činnost chrámového sboru, režíroval představení ochotnického divadelního souboru a vyučoval angličtinu a latinu.
V letech 1965 až 1968 přednášel filosofii na Cyrilometodějské bohoslovecké fakultě v Litoměřicích. Od 1. listopadu 1971 se stal generálním vikářem pražské arcidiecéze. V roce 1984 byl na Cyrilometodějské bohoslovecké fakultě jmenován odborným asistentem pro obor liturgika, avšak pro nemoc, kterou trpěl v závěru života a pro kterou mu musela být amputována noha, výuku vůbec nezahájil. Ačkoliv ještě v únoru 1986 prohlašoval, že se jeho zdravotní stav zlepšil, a to v naději na získání úřadu pražského kapitulního vikáře či dokonce arcibiskupa, v září téhož roku zemřel.